# حقوق ال‌جی‌بی‌تی در ایران
افراد لزبین، گی، بایسکشوال، و ترنس (LGBTQ) در ایران با چالش‌های شدیدی روبرو هستند که افراد غیر-LGBTQ تجربه نمی‌کنند. فعالیت جنسی بین اعضای هم‌جنس غیرقانونی است و ممکن است با اعدام مواجه شود، و افراد فقط از طریق عمل تغییر جنسیت می‌توانند به‌طور قانونی جنسیت خود را تغییر دهند. در حال حاضر، ایران تنها کشوری است که به اعدام افراد همجنسگرا شناخته شده است، هرچند ممکن است مجازات اعدام برای همجنس‌گرایی در افغانستان نیز اجرا شود.
حقوق افراد LGBTQ در ایران از دهه ۱۹۳۰ با قوانین کیفری در تعارض بوده است. در ایران پس از انقلاب، هر نوع فعالیت جنسی خارج از ازدواج دگرجنس‌گرا ممنوع است. فعالیت‌های جنسی بین افراد همجنس با مجازات حبس، تنبیه بدنی، جریمه، یا اعدام مواجه می‌شوند. مردان همجنسگرا با اجرای شدیدتر قانون نسبت به زنان همجنسگرا روبرو شده‌اند.
دولت جمهوری اسلامی ایران به عنوان یکی از تبعیض‌آمیزترین حکومت‌ها نسبت به همجنس‌گرایان در جهان شناخته می‌شود. تخمین زده می‌شود که صدها یا هزاران نفر در پی انقلاب اعدام شده‌اند که در میان آن‌ها حدود ۲۰ نفر همجنسگرا بوده‌اند. روح‌الله خمینی در سال ۱۹۷۹ دستور به نابودی آن‌ها داده بود.
هویت ترنسجندر از طریق جراحی تغییر جنسیت به رسمیت شناخته می‌شود. جراحی‌های تغییر جنسیت تا حدی از سوی دولت پشتیبانی مالی می‌شوند. برخی از افراد همجنس‌گرا در ایران تحت فشار قرار گرفته‌اند که برای اجتناب از پیگرد قانونی و اجتماعی به دلیل همجنس‌گرایی، جراحی تغییر جنسیت انجام دهند. ایران بیش از هر کشور دیگری جراحی تغییر جنسیت انجام می‌دهد و در این زمینه بعد از تایلند در رتبه دوم قرار دارد.

## پیشینه
ال‌جی‌بی‌تی (LGBT) دربرگیرندهٔ بی‌جنس‌گرایی، همجنس‌گرایی، لزبین لابریس، جنسیت کوییر، دوجنس‌گرایی، همجنس‌گرایی مردانه، همجنس‌گرایی زنانه، بیناجنسی، همه‌جنس‌گرایی، تراجنسیتی و آرومانتیک است.
از دید پزشکی، افراد ال‌جی‌بی‌تی بیمار نیستند؛ با این حال، در حکومت جمهوری اسلامی روی کارت معافیت سربازی افراد ال‌جی‌بی‌تی نوشته می‌شود: بیماری روانی یا اختلال اخلاقی و جنسی؛ در حالی که «سازمان شش‌رنگ»، از مخالفان گردآوری اطلاعات گرایش جنسی افراد و ثبت آن در کارت معافیت سربازی در ایران است؛ زیرا این مسئله برای افراد ال‌جی‌بی‌تی خطرات امنیتی دارد (همان گونه که برای علی‌رضا فاضلی منفرد داشت).
بر پایهٔ گزارش گزارشگر ویژه سازمان ملل متحد، در نظام جمهوری اسلامی ایران و بر پایهٔ احکامی اسلامی، حقوق ال‌جی‌بی‌تی، همچنان، با رفتارهای خشونت‌آمیز و به گونهٔ گسترده و سازمان‌دهی‌شده، نقض شده و حتی بر خشونت بر ضد همجنس‌گرایان را قانونی کرده‌اند که مواردی از این نقض حقوق، از سوی برخی از رسانه‌های خبری و سازمان‌های پشتیبان حقوق بشر، گزارش شده‌است.
در نظام جمهوری اسلامی ایران، کیفر اقلیت‌های جنسی، شلاق... و حتی اعدام است.
همجنس‌گرایی در رژیم جمهوری اسلامی ایران، غیرقانونی است.

## تاریخچه

### پیش از اسلام
در دوران پیش از اسلام، آیین زرتشت در ایران وجود داشته‌است و شاهنشاهی ساسانی این آیین را به عنوان دین رسمی کشور درآورد. آموزه‌های زرتشت ارتباط جنسی میان دو مرد در نهاد خود اهریمنی است؛ هر دو کسی که اقدام به دخول مقعدی می‌کنند دیو به‌شمار می‌آمدند و پس از مرگ نیز به شکل دیو باقی می‌ماندند. از این رو هر دو طرف رابطه در صورت دیده شدن با هم باید به مجازات مرگ می‌رسیدند. به نظر می‌رسد که این مجازات به آرامی در مقابله با آیین‌های بسیار کهن‌تر ایرانی شامل چندخدایی و شاهدبازی برخاسته است و در دوران هخامنشی به برخوردهای سخت رسیده‌است.
سکستوس امپریکوس در کتاب "طرح‌های شک‌گرایی" (حدود ۲۰۰ میلادی) می‌نویسد که قوانین ایرانیان نسبت به رفتارهای همجنس‌گرایانه تحمل نشان می‌دادند و مردان «در معاشرت با مردان دیگر آزادانه عمل می‌کردند.» (۱:۱۵۲).

### دوره اسلامی
سرزمین ایران در سال ۶۳۷ پس از میلاد به دست عرب‌های مسلمان فتح شد و اسلام جای آیین پیشین را گرفت. در کتاب دینی مسلمان‌ها، قرآن، مجازاتی زمینی برای رفتارهای همجنسگرایانه پیش‌بینی نشده بود و مسلمانان باورمند تنها از این آگاه بودند که چنین عملی خداوند (الله) را خشمگین می‌کند. نتیجه چنین عدم قطعیتی در برخورد با همجنسگرایان سطحی از پذیرش بود که در آن حتی شاهدبازی در سده‌های آغازین اسلام تحمل می‌شد و بسیاری از شعرهای به زبان عربی در این هنگام مملو از سخن از پسران و زیبایی‌هایشان بود. بخش بزرگی از ادبیات کهن ایران در دوره مسلمان شدن مردم این کشور نیز به نمایش وجود همجنسگرایی در میان ایرانیان می‌پردازد.
در میان اشعار پارسی اشاره به عشق جنسی در کنار اشاره به عشق معنوی دیده می‌شود. از جمله در گلستان و بوستان سعدی و نیز غزلیات او به دفعات از کشش جنسی میان همجنسان سخن به میان آمده‌است.
در دوران صفویان، همجنس‌گرایی در ایران رسمی بوده و برخی شاهان و امیران روابط همجنس‌گرایانه داشتند که به رسمیت شناخته شده بود. مکان‌هایی به نام "امرد خانه" برای روسپیان مذکر وجود داشت و دولت از این اماکن مالیات دریافت می‌کرد. قهوه‌خانه‌ها نیز محل فعالیت روسپیان مذکر بودند و در برخی موارد حتی در برابر تجاوزات به پسران جوان برخوردی صورت نمی‌گرفت و مجازات نمی‌شد.

### دوره جمهوری اسلامی و بازگشت وضعیت دوره قاجار
پس از انقلاب ۱۳۵۷، نظام جمهوری اسلامی، موارد بسیاری از حکم اعدام، شلاق و زندان برای همجنس‌گرایان را در کارنامه نقض حقوق بشری خود داشته‌است. با توجه به مشکلات فرهنگی و دینی، همجنس‌گرایی در جامعهٔ ایران، در حال تبدیل شدن به ابزاری جنسی و وضعیت همجنس‌گرایی در حال بازگشت به دورهٔ قاجاریان است.

## قانونی بودن فعالیت‌های جنسی همجنس‌گرایانه
از زمان انقلاب ۱۳۵۷، قوانین حقوقی بر اساس شریعت اسلامی تنظیم شده است. علی‌رغم اجازه برای جراحی تغییر جنسیت، همجنس‌گرایی در ایران همچنان یک جرم محسوب می‌شود و مجازات آن اعدام است. در ایران، گاهی این چارچوب به عنوان وسیله‌ای برای "اصلاح" افرادی که ممکن است تمایلات همجنس‌گرایانه ابراز کنند، تلقی می‌شود و گزینه‌ای برای تطبیق با استانداردهای هترونورماتیو (نجمه‌آبادی، ۲۰۱۱، صفحه ۵۳۴) فراهم می‌کند. تمام فعالیت‌های جنسی که خارج از یک ازدواج سنتی و هتروسکشوال انجام می‌شود (مانند لواط یا زنا) غیرقانونی است. فعالیت‌های جنسی همجنس‌گرایانه که بین بزرگسالان با رضایت طرفین انجام می‌شود، جرم‌انگاری شده و مجازات آن اعدام است، اگرچه این مجازات به طور عمومی اجرا نمی‌شود. تجاوز جنسی، چه بین همجنس‌ها و چه غیرهمجنس‌ها، اغلب منجر به اعدام می‌شود، اما در قوانین جزایی ایران به جای طبقه‌بندی به عنوان "تجاوز جنسی"، به عنوان زنا و لواط در نظر گرفته می‌شود. مجازات اعدام برای افراد بالای ۱۸ سال قانونی است و در صورت وقوع قتل، برای افراد ۱۵ ساله نیز قانونی است. مصوب شده توسط مجلس در ۳۰ ژوئیه ۱۹۹۱ و نهایتاً تأیید شده توسط شورای نگهبان در ۲۸ نوامبر ۱۹۹۱، مواد ۱۰۸ تا ۱۴۰ به طور خاص به جزئیات فعالیت‌های جنسی همجنس‌گرایانه و مجازات‌های آن‌ها پرداخته‌اند.

### فعالیت‌های جنسی همجنس‌گرایانه مردانه
طبق مواد ۱۰۸ تا ۱۱۲، لواط در برخی شرایط می‌تواند جرمی باشد که هر دو طرف می‌توانند به اعدام محکوم شوند. اگر افراد بزرگسال، عاقل و با رضایت طرفین در این عمل شرکت کنند، روش اعدام توسط قاضی تعیین می‌شود. اگر یکی از افراد غیررضایتمند باشد (مانند تجاوز جنسی)، مجازات تنها شامل تجاوزگر می‌شود. فرد نابالغی که در لواط رضایتمندانه شرکت کند، به ۷۴ ضربه شلاق محکوم می‌شود. مواد ۱۱۴ تا ۱۱۹ اظهار می‌کنند که لواط زمانی اثبات می‌شود که شخص چهار بار به آن اعتراف کند یا چهار مرد عادل شهادت دهند. شهادت زنان به تنهایی یا به همراه مردان لواط را اثبات نمی‌کند. بر اساس مواد ۱۲۵ و ۱۲۶، اگر لواط یا هر جرم کوچکتر دیگری که در بالا اشاره شد از طریق اعتراف ثابت شود و شخص توبه کند، قاضی ممکن است درخواست عفو کند. اگر فرد پیش از شهادت شاهدان توبه کند، مجازات منتفی می‌شود. قاضی می‌تواند به اختیار خود شخص را برای جرایم کوچک‌تر مجازات کند.

### فعالیت‌های جنسی همجنس‌گرایانه زنانه
بر اساس مواد ۱۲۷، ۱۲۹ و ۱۳۰، مجازات فعالیت‌های جنسی همجنس‌گرایانه زنانه (مساحقه) بین افراد بالغ، عاقل و رضایتمند، ۱۰۰ ضربه شلاق است. اگر این عمل سه بار تکرار شود و هر بار مجازات اجرا شود، در بار چهارم حکم اعدام اجرا خواهد شد. ماده ۱۲۸ اظهار می‌کند که روش‌های اثبات مساحقه در دادگاه مانند لواط است. ماده ۱۳۰ بیان می‌کند که هم مسلمانان و هم غیرمسلمانان مشمول این مجازات هستند. طبق مواد ۱۳۲ و ۱۳۳، قوانین مربوط به رفع احکام یا بخشش مانند جرایم کوچک‌تر همجنس‌گرایانه مردان است. بر اساس ماده ۱۳۴، زنانی که «بدون ضرورت زیر یک پوشش برهنه ایستاده باشند» و با هم نسبتی نداشته باشند، ممکن است به ۵۰ ضربه شلاق محکوم شوند.
به تشخیص دادگاه ایرانی، جریمه‌های نقدی، مجازات‌های زندان و شلاق معمولاً به جای مجازات اعدام اعمال می‌شود، مگر اینکه جرم تجاوز جنسی باشد.
در برخی موارد، اتهامات مربوط به فعالیت‌های جنسی همجنس‌گرایانه در جرایم سیاسی نیز استفاده شده‌اند. اتهامات دیگری همراه با جرم لواط مانند تجاوز یا اقدامات علیه دولت مطرح شده‌اند و محکومیت‌ها در دادگاه‌های بسیار معیوب به دست آمده است. در تاریخ ۱۴ مارس ۱۹۹۴، نویسنده مشهور مخالف، علی‌اکبر سعیدی سیرجانی به اتهامات مختلفی از جمله معامله مواد مخدر تا جاسوسی و فعالیت همجنس‌گرایانه متهم شد. او در زندان به دلایل مشکوک جان باخت.

### زنا
زنا (زنا محسنه) برای افراد مجرد ۱۰۰ ضربه شلاق دارد و در چهارمین تخلف به اعدام منجر می‌شود. برای افراد متأهل و در تمامی موارد محارم، مجازات اعدام با سنگسار (که از سال ۲۰۰۲ متوقف شده و رسماً در سال ۲۰۱۲ با مجازاتی نامشخص جایگزین شده است) اعمال می‌شود. اگر یک مرد غیرمسلمان مجرد با یک زن مسلمان رابطه جنسی داشته باشد، آن مرد غیرمسلمان اعدام می‌شود. برای اثبات زنا، چهار شاهد (به جای دو شاهد) مورد نیاز است، شخص باید چهار بار اعتراف کند یا با دانش قاضی (از طریق شواهد قطعی) محکوم شود. اگر شخص دو بار اعتراف کند و «توبه» کند یا خانواده قربانی زناکار را ببخشد، قاضی می‌تواند یک حکم تعزیری از ۹۹ ضربه شلاق به جای زندان یا مجازات صادر کند. محکومیت‌ها و اعدام‌ها برای این جرم بسیار نادر است و معمولاً فقط در صورت قتل انجام می‌شود.
در نوامبر ۲۰۲۱، یک مرد متأهل ایرانی و معشوقه مرد او، که ۲۷ و ۳۳ ساله بودند، به دلیل زنا به اعدام محکوم شدند. همسر مرد متأهل برای زندگی آن‌ها شفاعت کرد، اما پدر او درخواست اعدام آن‌ها را کرد. قاضی درخواست پدرش را تأیید کرد.

## قوانین اخلاق عمومی
بر اساس قوانین اخلاق عمومی، متخلفان با مجازات‌های اضافی مانند زندان، شلاق و جریمه‌های مالی روبرو می‌شوند.
- ماده ۶۳۷ – هر مرد و زنی که با یکدیگر ازدواج نکرده‌اند و مرتکب جرمی علیه اخلاق عمومی شوند، به استثنای زنا، باید به شلاق (۹۹ ضربه) محکوم شوند. اگر یکی از آن‌ها بدون رضایت در این جرم شرکت کرده باشد، تنها فردی که آغازگر جرم بوده باید مجازات شود.
- ماده ۶۳۸ – هرکسی که علناً هرگونه تابوی دینی را نقض کند، علاوه بر مجازات عمل، باید از ۱۰ روز تا ۲ ماه زندان یا ۷۴ ضربه شلاق دریافت کند.
- تبصره – زنانی که بدون حجاب مناسب در انظار عمومی ظاهر شوند، باید از ۱۰ روز تا ۲ ماه زندانی شوند یا جریمه‌ای بین ۵۰٬۰۰۰ تا ۵۰۰٬۰۰۰ ریال پرداخت کنند.

- ماده ۶۳۹ – افراد زیر باید از ۱ تا ۱۰ سال زندانی شوند و در مورد بند (الف) اموال طبق حکم دادگاه مصادره شود:
  - هر کسی که ملکی را اداره کند که در آن فعالیت‌هایی علیه اخلاق عمومی صورت می‌گیرد؛
  - هر کسی که مردم را به نقض اخلاق عمومی تشویق کند.

- ماده ۶۴۰ – افراد زیر باید از ۳ ماه تا ۱ سال زندانی شوند، جریمه‌ای بین ۱٬۵۰۰٬۰۰۰ تا ۶٬۰۰۰٬۰۰۰ ریال پرداخت کنند و تا ۷۴ ضربه شلاق دریافت کنند یا هرکدام از این مجازات‌ها را متحمل شوند:
  - هر کسی که تصویر، متن، عکس، نقاشی، مقاله، خبرنامه، روزنامه، فیلم یا هر چیز دیگری که خلاف اخلاق عمومی باشد را منتشر کند؛
  - هر کسی که در گردش این موارد نقش داشته باشد.

### مجازات اعدام

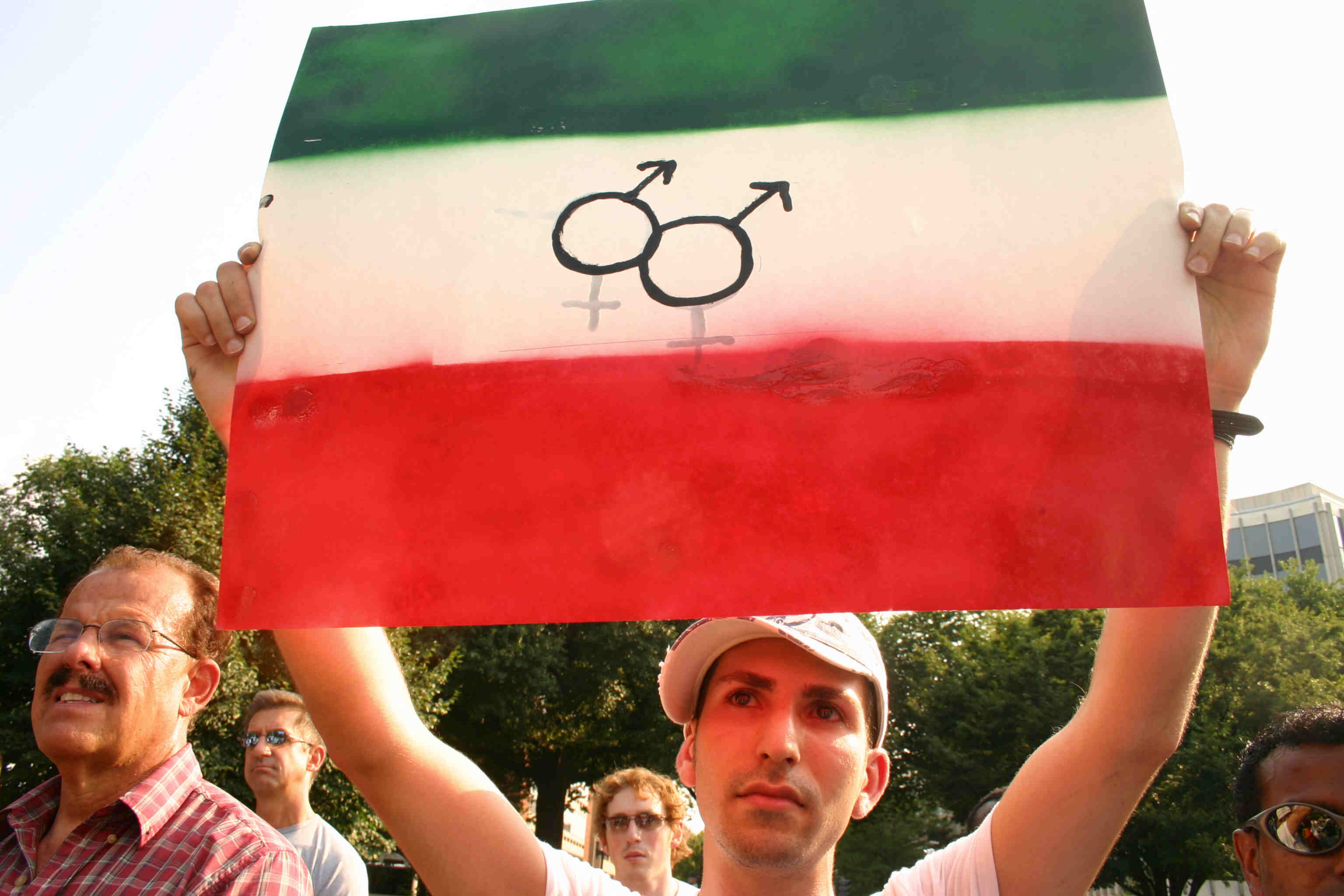
معترضی به قتل افراد همجنس‌گرا در ایران. واشنگتن، دی‌سی. ۱۹ ژوئیه ۲۰۰۶.

برخی از فعالان حقوق بشر و مخالفان حکومت در ایران ادعا می‌کنند که بین ۴۰۰۰ تا ۶۰۰۰ مرد و زن همجنس‌گرا از سال ۱۹۷۹ به دلیل جرایم مرتبط با گرایش جنسی خود اعدام شده‌اند. بر اساس گزارش بنیاد برومند، اسنادی از حداقل ۱۰۷ اعدام با اتهاماتی مرتبط با همجنس‌گرایی بین سال‌های ۱۹۷۹ و ۱۹۹۰ وجود دارد. طبق گزارش عفو بین‌الملل، یک مرد همجنس‌گرا در ژانویه ۱۹۹۰ تحت شرایط نامعلومی اعدام شد که هیچ دلیلی برای آن ارائه نشد. حداقل پنج نفر که به جرم همجنس‌گرایی محکوم شده بودند (سه مرد و دو زن) در ژانویه ۱۹۹۰ به دلیل سیاست دولت مبنی بر اعدام کسانی که «همجنس‌گرایی می‌کنند» اعدام شدند.
در جلسه‌ای در نوامبر ۲۰۰۷ با همتای بریتانیایی خود، محسن یحیوی، نماینده مجلس ایران، اعتراف کرد که حکومت ایران به مجازات اعدام برای همجنس‌گرایی باور دارد. به گفته یحیوی، همجنس‌گرایان سزاوار اعدام هستند. او گفت که اگر این عمل را به طور خصوصی انجام دهند اشکالی ندارد، اما اگر به صورت علنی انجام دهند، باید اعدام شوند.
فعالان حقوق ال‌جی‌بی‌تی، زهرا صدیقی همدانی و الهام چوبدار، در سال ۲۰۲۱ توسط دادگاهی در ایران به اتهام «ترویج همجنس‌گرایی، ترویج مسیحیت و ارتباط با رسانه‌های مخالف جمهوری اسلامی» به اعدام محکوم شدند. این حکم توسط قوه قضاییه ایران تأیید شد، اما اعلام شد که این اتهامات به «قاچاق انسان و نه فعالیت‌های اجتماعی» مربوط می‌شود. در تاریخ ۵ سپتامبر ۲۰۲۲، خبرگزاری رسمی جمهوری اسلامی (ایرنا) گزارش داد که این دو زن به دلیل «فساد فی‌الارض» و قاچاق انسان به اعدام محکوم شدند. اتحادیه اروپا در تاریخ ۱۳ سپتامبر ۲۰۲۲ این احکام اعدام را محکوم کرد.

### لواط
تعداد کمی از شرکت‌کنندگان رضایت‌مند در لواط به اعدام محکوم می‌شوند، اما پیش از سال ۲۰۱۲، هر دو طرف می‌توانستند به اعدام محکوم شوند. در ۱۵ مارس ۲۰۰۵، روزنامه‌ی اعتماد گزارش داد که دادگاه کیفری تهران دو مرد را پس از کشف ویدیویی که آنها را در حال انجام اعمال جنسی نشان می‌داد و به آن اعتراف کردند، به اعدام محکوم کرد. در نوامبر ۲۰۰۵، دو مرد دیگر در شهر شمالی گرگان به جرم لواط به طور عمومی به دار آویخته شدند. در ژوئیه ۲۰۰۶، دو جوان در شمال شرقی ایران به دلیل "جرایم جنسی"، که احتمالاً اعمال همجنس‌گرایانه‌ی رضایت‌مندانه بود، اعدام شدند. در ۱۶ نوامبر ۲۰۰۶، خبرگزاری دولتی گزارش داد که یک مرد در شهر کرمانشاه به جرم لواط به طور عمومی اعدام شد. در ژانویه ۲۰۲۲، دو مرد همجنس‌گرا که به جرم "تجاوز جنسی میان دو مرد" متهم شده بودند، پس از گذراندن شش سال در زندان، در شهر مراغه اعدام شدند.
دستگیری‌ها
در ۲۳ ژانویه ۲۰۰۸، حمزه چاوی، ۱۸ ساله، و لقمان حمزه‌پور، ۱۹ ساله، به دلیل فعالیت همجنس‌گرایانه در سردشت، آذربایجان غربی دستگیر شدند. یک طومار آنلاین برای آزادی آنها در اینترنت منتشر شد. آنها ظاهراً به مقامات اعتراف کردند که در یک رابطه عاشقانه بوده‌اند و دادگاه به اتهام محاربه ("جنگ با خدا") و لواط آنها را متهم کرد.
دو مورد سرکوب در شهر اصفهان، سومین شهر بزرگ ایران گزارش شده است. در ۱۰ مه ۲۰۰۷، پلیس اصفهان ۸۷ نفر را در یک جشن تولد دستگیر کرد، از جمله ۸۰ مرد مشکوک به همجنس‌گرایی، که آنها را تا آخر هفته کتک زده و در بازداشت نگه داشت. همه به جز ۱۷ نفر از این مردان آزاد شدند. باور می‌رود که کسانی که در بازداشت ماندند، لباس زنانه به تن داشتند. تصاویر این مردان کتک‌خورده توسط «راه‌آهن ایرانی برای پناهندگان کوئیر» مستقر در تورنتو منتشر شد. بنا به گزارش دیده‌بان حقوق بشر، در فوریه ۲۰۰۸، پلیس اصفهان به یک مهمانی در یک خانه خصوصی حمله کرد و ۳۰ مرد را دستگیر کرد که بدون وکیل به ظن فعالیت همجنس‌گرایانه به طور نامحدود بازداشت شدند.
در آوریل ۲۰۱۷، ۳۰ مرد در یک حمله در استان اصفهان دستگیر شدند و به "لواط، نوشیدن الکل و استفاده از مواد روانگردان" متهم شدند.

## به رسمیت شناختن روابط همجنس‌گرایان
ازدواج همجنس‌گرایان و اتحادیه‌های مدنی در ایران از نظر قانونی به رسمیت شناخته نمی‌شوند. خانواده‌های سنتی ایرانی معمولاً نفوذ زیادی در اینکه فرزندانشان با چه کسی و چه زمانی ازدواج می‌کنند و حتی چه شغلی را انتخاب می‌کنند، دارند. تعداد کمی از افراد همجنس‌گرای ایرانی به دلیل ترس از طرد شدن از طرف خانواده، گرایش جنسی خود را آشکار می‌کنند. هیچ قانونی برای مقابله با تبعیض یا خشونت‌های ناشی از تعصب بر اساس گرایش جنسی یا هویت جنسیتی وجود ندارد.
خانواده‌های سنتی ایرانی تمایل دارند فرزندان خود را از قرار ملاقات منع کنند، زیرا قرار ملاقات بخشی از فرهنگ ایرانی نیست، هرچند این موضوع در بین لیبرال‌ها تا حدودی بیشتر پذیرفته شده است. در سال ۲۰۰۴، یک فیلم مستقل (شرایط) به کارگردانی مریم کشاورز منتشر شد که به تغییرات رفتاری جوانان ایرانی در زمینه رابطه جنسی و قرار ملاقات پرداخت.
زوج‌های همجنس‌گرای ایرانی اغلب از دیده شدن با هم در مکان‌های عمومی هراس دارند و گزارش می‌دهند که افراد LGBTQ به طور گسترده‌ای به عنوان افرادی با وسواس جنسی، کودک‌آزار، متجاوز و آلوده به بیماری تصور می‌شوند.

## هویت جنسیتی و بیان آن
بر اساس ماده ۲۰ بند ۱۴، فردی که جراحی تغییر جنسیت انجام دهد می‌تواند با حکم دادگاه نام و جنسیت خود را در شناسنامه به صورت قانونی تغییر دهد.
کسانی که از تغییر جنسیت به صورت جراحی حمایت می‌کنند از ماده ۲۱۵ قانون مدنی ایران استفاده می‌کنند که بیان می‌دارد اعمال هر فرد باید به سود عقلانی وابسته باشد؛ به این معنی که جراحی تغییر جنسیت به نفع فرد متقاضی است که از حمایت دولتی برخوردار شود. با این حال، شرط تأیید پزشکی از سوی پزشک مبنی بر وجود ناسازگاری بین جنسیت انتسابی و جنسیت واقعی فرد نیز لازم است.
اگرچه این موضوع توسط رهبر کنونی ایران، سید علی خامنه‌ای، به رسمیت شناخته شده است، یوسف مدنی تبریزی جراحی تغییر جنسیت را "غیرقانونی" و "غیرمجاز توسط شریعت (قانون اسلامی)" می‌داند. او دلایلی از جمله تغییر خلقت خدا و تخریب اعضای حیاتی بدن را برای مخالفت خود مطرح می‌کند.
از اواسط دهه ۱۹۸۰، دولت ایران عمل جراحی تغییر جنسیت را با تأیید پزشکی قانونی کرده است و مدارک قانونی مربوط به جنسیت نیز می‌توانند مطابق با تغییر جنسیت اصلاح شوند. در سال ۱۹۸۳، خمینی فتوا داد که جراحی تغییر جنسیت به عنوان درمان برای افراد "ترنسجندر تشخیص داده‌شده" قانونی است و این عمل را به عنوان پایه‌ای برای قانونی شدن این رویه مجاز دانست.
برخی افراد همجنس‌گرا در ایران تحت فشار قرار گرفته‌اند تا جراحی تغییر جنسیت انجام دهند تا از آزار قانونی و اجتماعی جلوگیری کنند. مستند طناز اسحاقیان در سال ۲۰۰۸ به نام شبیه دیگران باش به این موضوع پرداخته است. این مستند مسائل مربوط به هویت جنسی و جنسی را بررسی می‌کند و به داستان‌های شخصی برخی از بیماران یک کلینیک تغییر جنسیت در تهران می‌پردازد. این فیلم در جشنواره ساندنس و جشنواره بین‌المللی فیلم برلین به نمایش درآمد و سه جایزه برنده شد. رمان سارا فریزان به نام اگر تو مال من می‌توانستی باشی رابطه دو دختر جوان، سحر و نسرین، را که در ایران زندگی می‌کنند از طریق هویت جنسیتی و امکان انجام جراحی تغییر جنسیت بررسی می‌کند. سحر برای اینکه بتواند رابطه‌ای آشکار با نسرین داشته باشد، به جراحی فکر می‌کند تا بتواند در چارچوب قانون زندگی کند، که پس از تغییر جنسیت رابطه بین مرد و زن را مجاز می‌داند.
مردان ترنس و زنان ترنس در جامعه ایرانی به‌طور متفاوتی برخورد می‌شوند. مردان ترنس اجتماعی‌تر هستند و پذیرش بیشتری در جامعه پیدا می‌کنند در حالی که زنان ترنس اغلب با هویت جنسی اشتباه گرفته شده و با مردان همجنس‌گرا در یک گروه قرار داده می‌شوند.

## اهدای خون
همجنس‌گرایان و دوجنس‌گرایان از اهدا کردن خون در ایران منع شده‌اند. این ممنوعیت شامل زنان همجنس‌گرا نیز می‌شود.

## سانسور
در سال ۲۰۰۲، کتابی با عنوان نمایش شاهد نوشته سیروس شمیزا از قفسه‌ها برداشته شد (با اینکه در ابتدا تأیید شده بود) چون ادعا می‌کرد که برخی نویسندگان برجستهٔ ایرانی همجنس‌گرا و دوجنس‌گرا بوده‌اند.
در سال ۲۰۰۴، موزه هنرهای معاصر تهران مجموعه‌ای از آثار هنری که قبلاً متعلق به  محمدرضا شاه پهلوی بود و از زمان انقلاب ۱۳۵۷ قفل شده بود، به تیت بریتانیا قرض داد. این مجموعه شامل آثار هنر همجنس‌گرایانه از فرانسیس بیکن بود و دولت ایران اعلام کرد که پس از بازگشت، این آثار در ایران نیز به نمایش گذاشته خواهند شد.
در سال ۲۰۰۵، روزنامه اصلاح‌طلب شرق پس از مصاحبه با نویسنده‌ای ایرانی که در کانادا زندگی می‌کرد توسط دولت بسته شد. در حالی که مصاحبه هرگز به گرایش جنسی ساغی قهرمان اشاره‌ای نکرده بود، روزنامه محافظه‌کار کیهان به مصاحبه حمله کرد و اظهار داشت: «شرق با علم به هویت بیمار جنسی این فرد و نظرات مخالف و شخصیت پورنو با او مصاحبه کرده است». برای جلوگیری از تعطیلی دائمی، روزنامه عذرخواهی عمومی کرد و اظهار داشت که از «ویژگی‌های شخصی» نویسنده مطلع نبوده و قول داد که «از چنین افراد و حرکت‌هایی دوری کند».

## خشونت

علی فاضلی منفرد (معروف به علی‌رضا)

در مه ۲۰۲۱، یک جوان ۲۰ ساله ایرانی (علی فاضلی منفرد) به دست برادر ناتنی و پسرعموهایش به قتل رسید، ظاهراً به دلیل اینکه نظام وظیفه به او مدرکی مبنی بر معافیت از خدمت سربازی به خاطر گرایش جنسی‌اش ارسال کرده بود.
در سال‌های اخیر، ایرانیان LGBT به دلیل امید به کسب پناهندگی در اروپا از ایران فرار کرده‌اند.

## احزاب و گروه‌های سیاسی در تبعید
دولت ایران اجازه تشکیل حزب سیاسی یا سازمانی که از حقوق LGBT حمایت کند را نمی‌دهد. حمایت مبهم از حقوق LGBT در ایران به تعداد معدودی از سازمان‌های سیاسی در تبعید محدود شده است.
حزب سبز ایران در ترجمه انگلیسی وب‌سایت خود اعلام کرده: «هر شهروند ایرانی بدون توجه به جنسیت، سن، نژاد، ملیت، دین، وضعیت تأهل، گرایش جنسی یا عقاید سیاسی برابر با قانون است» و خواستار «جدایی دین از دولت» است.
وب‌سایت حزب کمونیست کارگری ایران نیز در ترجمه انگلیسی مانیفست خود از حق «همه بزرگسالان، زنان یا مردان» برای «کاملاً آزاد بودن در تصمیم‌گیری درباره روابط جنسی خود با دیگر بزرگسالان» حمایت کرده است. این مانیفست بیان می‌کند که رابطه اختیاری بین بزرگسالان امر خصوصی آنهاست و هیچ فرد یا نهادی حق دخالت یا بررسی آن را ندارد.
حزب‌های چپ‌گرای راه کارگر، لیبرال حزب مرز پرگهر و محافظه‌کار میانه‌رو حزب مشروطه ایران همگی از جدایی دین از دولت حمایت کرده‌اند، که این موضوع ممکن است به حمایت حقوق افراد LGBT کمک کند.

## جنبش حقوق LGBT

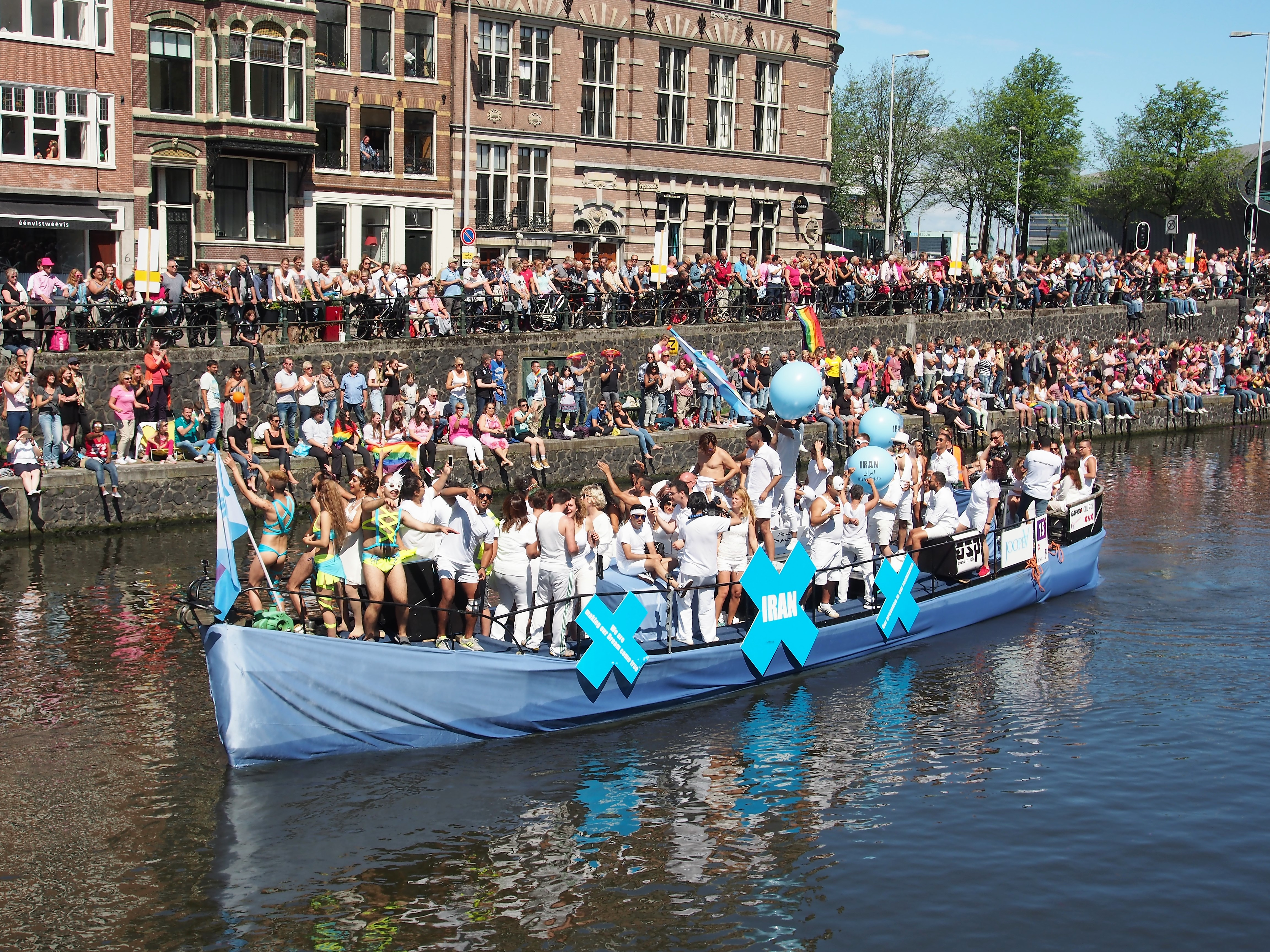
قایق ۱۵ ایران، ۲۰۱۷، افتخار همجنس‌گرایان آمستردام

در سال ۱۹۷۲، پژوهشگر سمیس شافعی در دانشگاه پهلوی در مورد همجنس‌گرایی سخنرانی عمومی برگزار کرد و در سال ۱۹۷۶ به تحقیق در زمینه گرایش جنسی و مسائل جنسیتی در دانشگاه سیراکیوز پرداخت. در دهه ۱۹۹۰، او به اولین گروه حقوق بشری برای ایرانیان LGBT، HOMAN، پیوست و تا زمان مرگش بر اثر سرطان در سال ۲۰۰۰ به کار خود ادامه داد.
در سال ۲۰۰۱، سازمان آنلاین حقوق LGBT ایرانی به نام "رنگین‌کمان" توسط آرشام پارسی، فعال همجنس‌گرای معروف ایرانی تأسیس شد، و پس از آن یک سازمان مخفی به نام "سازمان همجنس‌گرایان و دوجنس‌گرایان فارسی" شکل گرفت. از سال ۲۰۰۸، این گروه به نام "راه‌آهن ایرانی برای پناهندگان کوییر" (IRQR) تغییر نام یافته است. در حالی که بنیان‌گذار این گروه مجبور شد از ایران فرار کند و کار خود را به عنوان یک تبعیدی ادامه دهد، یک جنبش زیرزمینی حقوق LGBT در ایران وجود دارد.
علی مافی، کمدین همجنس‌گرای ایرانی که به‌طور علنی فعالیت می‌کند، کار خود را در سال ۲۰۱۶ آغاز کرد. در تمام نمایش‌هایش، مافی به وضعیت خود به عنوان یک شهروند ایرانی اشاره می‌کند و به تعهد خود برای افتخار به آنچه که هست، بدون توجه به شرایط ادامه می‌دهد. مافی در حال حاضر در سان‌فرانسیسکو، کالیفرنیا زندگی می‌کند که جامعه همجنس‌گرای معروفی دارد.
در سال ۲۰۰۷، تلویزیون کانادایی CBC مستندی تولید کرد که با چندین ایرانی LGBT مصاحبه کرد و آنها از مشکلات خود صحبت کردند.
در طول اعتراضات علیه نتیجه انتخابات ایران در ژوئیه ۲۰۰۹ (۱۳۸۸)، گزارش شد که چندین ایرانی همجنس‌گرا به جمعیت معترضان در بریتانیا پیوسته و با دیدگاه‌های عمدتاً مثبت نسبت به حقوق LGBT مورد استقبال قرار گرفتند.
در سال ۲۰۱۰، گروهی از فعالان LGBT در داخل ایران روزی را به عنوان روز افتخار ایران اعلام کردند. این روز در چهارمین جمعه ماه ژوئیه برگزار می‌شود و به‌صورت سالانه به‌طور مخفیانه جشن گرفته می‌شود.
از سال ۲۰۱۲، سازمان OutRight Action International منبع آنلاین برای ایرانیان LGBT به زبان فارسی توسعه می‌دهد.
جُوپِا در سال‌های ۲۰۱۷ و ۲۰۱۸ "ایران در افتخار آمستردام" را به عنوان قایق ایران (به هلندی: Iraanse Boot) در جشنواره افتخار همجنس‌گرایان آمستردام برگزار کرد. قایق ایران جایزه بهترین قایق افتخار آمستردام ۲۰۱۸ (به هلندی: Publieksprijs) را به‌دست آورد.
رمان مصور یوسف و فرهاد که در سال ۲۰۱۵ توسط سازمان اقدام آشکار جهانی به زبان‌های انگلیسی و فارسی منتشر شده، به رابطه دو مرد جوان ایرانی می‌پردازد. این داستان با همکاری خلیل بندیب، کاریکاتوریست سیاسی آمریکایی-الجزایری، و امیر سلطانی، نویسنده شناخته‌شده ایرانی-آمریکایی که خالق رمان تصویری پرفروش «بهشت زهرا» نیز هست، تولید شده است. این داستان به مشکلات پذیرش دگرباشان پرداخته و هدف آن تقویت درک میان خانواده‌ها است.

## اچ آی وی/ایدز
اگرچه به طور مستقیم مرتبط نیست، با وجود شخصیت عمیقاً محافظه‌کار حکومت در ایران، تلاش‌های آن برای جلوگیری از گسترش اچ آی وی/ایدز نسبتاً پیشرفته بوده است. اولین گزارش‌های رسمی درباره اچ آی وی/ایدز در ایران در سال ۱۳۶۶ (۱۹۸۷) منتشر شد و یک کمیسیون دولتی تشکیل گردید، هرچند که تا دهه ۷۰ (۱۹۹۰) سیاستی جامع آغاز نشد.
در سال ۱۳۷۶ (۱۹۹۷)، آرش علایی و برادرش، کامیار، اجازه یافتند تا یک دفتر کوچک برای تحقیق درباره اچ آی وی/ایدز در میان زندانیان باز کنند و با گذشت چند سال، با وجود اعتراضات عمومی، آنها به افتتاح اولین کلینیک‌های عمومی اچ آی وی/ایدز کمک کردند. یک کتابچه حاوی توضیحاتی درباره کاندوم‌ها تأیید و به دانش‌آموزان دبیرستانی توزیع شد. تا اواخر دهه ۷۰، یک کمپین آموزشی جامع وجود داشت. چندین کلینیک به منظور ارائه آزمایش و مشاوره رایگان افتتاح شدند. بودجه دولتی به توزیع کاندوم به زنان خیابانی، سوزن‌های تمیز و درمان اعتیاد به معتادان اختصاص یافت و برنامه‌هایی در تلویزیون به ترویج استفاده از کاندوم‌ها پرداختند. هرچند که کمبودهایی وجود دارد، دارو به صورت رایگان به تمامی شهروندان ایرانی ارائه می‌شود.
برادران علایی در کمپین آموزشی خود با مینو محرز، که از حامیان اولیه آموزش بیشتر درباره اچ آی وی/ایدز بود و ریاست یک مرکز تحقیقاتی در تهران را بر عهده دارد، همکاری کردند. به همراه تأمین مالی دولت، یونیسف نیز از چندین گروه داوطلبانه ایرانی که به ترویج آموزش درباره این بیماری همه‌گیر و مبارزه با تبعیضی که اغلب شامل حال ایرانیان مبتلا می‌شود، حمایت کرده است.
در ژوئن ۱۳۸۷ (۲۰۰۸)، برادران علایی به اتهام عدم داشتن اتهام مشخص توسط حکومت در ایران بازداشت شدند، پس از حضور در یک کنفرانس بین‌المللی درباره اچ آی وی/ایدز. از آن زمان، دولت دو پزشک را به حضور در این کنفرانس به عنوان بخشی از نقشه‌ای بزرگ‌تر برای براندازی حکومت متهم کرده است.
در سال ۱۳۸۶ (۲۰۰۷)، دولت ایران اعلام کرد که ۱۸۳۲۰ ایرانی به اچ آی وی مبتلا شده‌اند و تعداد مرگ‌های رسمی به ۲۸۰۰ نفر رسیده است، هرچند که منتقدان ادعا کردند که تعداد واقعی ممکن است بسیار بیشتر باشد. به طور رسمی، اعتیاد به مواد مخدر رایج‌ترین راهی است که ایرانیان به آن مبتلا می‌شوند.
در حالی که برنامه‌های آموزشی برای زنان خیابانی و معتادان وجود دارد، هیچ کمپین آموزشی برای افراد LGBT اجازه وجود نداشته است. در صحبت درباره وضعیت، کاوه خوش‌نود اظهار داشت: "برخی افراد قادر به صحبت درباره اعتیاد خود یا اعضای خانواده‌شان هستند، اما بسیار دشوار است که درباره همجنس‌گرایی به هر شکلی صحبت کنند". "اگر وجود آن را نپذیرید، قطعاً هیچ برنامه‌ای [برای همجنس‌گرایان] توسعه نخواهید داد".

## پرونده‌های پناهندگی
عواقب یک رابطه همجنس‌گرایانه که به عنوان یک جرم قابل مجازات یا حتی مرگ در ایران محسوب می‌شود، منجر به زحماتی می‌شود که بسیاری از افراد LGBT را وادار به درخواست پناهندگی در کشورهایی می‌کند که وضعیت زندگی در آنجا بهتر است. بسیاری از افراد LGBT درخواست وضعیت پناهندگی از UNHCR را دارند تا به استرالیا، کانادا یا ایالات متحده منتقل شوند.
برخی از ایرانیان طبقه متوسط تحصیلاتی در یک کشور غربی دریافت کرده‌اند. جمعیت کوچکی از مهاجران همجنس‌گرای ایرانی در کشورهای غربی زندگی می‌کنند.
در سال ۲۰۰۱، کمیسر عالی حقوق بشر سازمان ملل از درخواست یک مرد ایرانی که پس از محکومیت و صدور حکم اعدام به دلیل فعالیت همجنس‌گرایانه از یک زندان ایرانی فرار کرده بود، رد کرد. بخشی از مشکل این پرونده این بود که مرد به طور غیرقانونی وارد کشور شده و سپس به قتل دوست‌پسرش که متوجه شده بود به او وفادار نبوده، محکوم شد.
در سال ۲۰۰۵، دولت ژاپن درخواست پناهندگی یک مرد همجنس‌گرای ایرانی دیگر را رد کرد. در همان سال، دولت سوئد نیز درخواست مشابهی از طرف یک مرد همجنس‌گرای ایرانی را رد کرد. هلند نیز در حال بررسی سیاست‌های پناهندگی خود در مورد ایرانیانی است که ادعا می‌کنند قربانی سیاست‌های ضد همجنس‌گرایانه در ایران هستند.
در سال ۲۰۰۶، هلند به طور موقت از بازگرداندن مردان همجنس‌گرا به ایران خودداری کرد. در مارس ۲۰۰۶، وزیر مهاجرت هلند، ریتا وردونک، اعلام کرد که اکنون مشخص است "که هیچ سوالی درباره اعدام‌ها یا احکام اعدام به دلیل تنها همجنس‌گرا بودن متهم وجود ندارد" و افزود که همجنس‌گرایی هرگز اتهام اصلی علیه افراد نبوده است. با این حال، در اکتبر ۲۰۰۶، پس از فشار از درون و بیرون هلند، وردونک موضع خود را تغییر داد و اعلام کرد که LGBTs ایرانی به کشورشان بازگردانده نمی‌شوند.
بریتانیا به دلیل ادامه بازگرداندن پناهجویان به شدت مورد انتقاد قرار گرفته است، به ویژه به دلیل گزارش‌های خبری که از خودکشی ایرانیان همجنس‌گرا در مواجهه با اخراج خبر می‌دهند. برخی از موارد منجر به کارزارهای طولانی برای حمایت از پناهجویان بالقوه شده است که گاهی نتیجه آن اعطای پناهندگی به ایرانیان همجنس‌گرا بوده است، مانند موارد کیانا فیروز و مهدی کاظمی.

## نگرش‌های دولت نسبت به همجنس‌گرایی
رسانه‌های دولتی ایران در بسیاری از مواقع از خود نفرت نسبت به همجنس‌گرایان نشان داده‌اند. به‌ویژه، خبرگزاری مشرق، که به "سازمان‌های امنیتی و اطلاعاتی نزدیک" است، در مقاله‌ای همجنس‌گرایان را به عنوان "افرادی که در تمایلات انسانی طبیعی خود دچار مشکل روانی شده و تعادل خود را از دست داده‌اند و به حمایت و درمان روانی نیاز دارند" توصیف کرده است.
در اکتبر ۲۰۰۷، محمود احمدی‌نژاد، رئیس‌جمهور وقت ایران، در سخنرانی در دانشگاه کلمبیا گفت: "در ایران، ما همجنس‌گرا نداریم"، هرچند که سخنگوی او بعداً اعلام کرد که سخنانش به اشتباه فهمیده شده است.
در یک جلسه در نوامبر ۲۰۰۷ با همتای بریتانیایی خود، محسن یحیوی، عضو مجلس ایران، اعتراف کرد که دولت ایران به مجازات اعدام برای همجنس‌گرایی اعتقاد دارد. به گفته یحیوی، "اگر فعالیت همجنس‌گرایانه در خصوصی باشد، مشکلی وجود ندارد، اما کسانی که در فعالیت‌های علنی هستند باید اعدام شوند".
در یک مصاحبه در مارس ۲۰۱۳ در تلویزیون دولتی، محمدجواد لاریجانی، دبیر شورای عالی حقوق بشر ایران، همجنس‌گرایی را یک "بیماری" خواند و در عین حال منکر آزار همجنس‌گرایان در ایران شد. او گفت: "ترویج همجنس‌گرایی غیرقانونی است و ما قوانین محکمی در این زمینه داریم. ... ما همجنس‌گرایی را بیماری می‌دانیم که باید درمان شود. ما نیز اعتقاد نداریم که زدن یا بدرفتاری با همجنس‌گرایان قابل قبول باشد. ... [همجنس‌گرایی] در غرب به عنوان یک نُرم در نظر گرفته می‌شود و آنها ما را مجبور به پذیرش آن می‌کنند. ما به شدت با این موضوع مخالفیم." این فکر به ایرانیان بحرین (سنیان و شیعیان) هم رسید.
رئیس قوه قضائیه ایران، صادق لاریجانی، در یک کنفرانس در تهران در سال ۲۰۱۴ اعدام همجنس‌گرایان در ایران را انکار کرد و گفت: "اینکه می‌گویند ما همجنس‌گرایان را اعدام می‌کنیم، بیشتر از یک دروغ نیست. ... ما به این افراد فرصت نمی‌دهیم، اما آنچه می‌گویند که ما آنها را دار می‌زنیم، دروغی است که برای جمهوری اسلامی ساخته‌اند."
در ژوئن ۲۰۱۹، در یک کنفرانس مطبوعاتی در تهران بین محمدجواد ظریف، وزیر امور خارجه و هایکو ماس، وزیر امور خارجه آلمان، پل رونزهایم، خبرنگار همجنس‌گرای آلمانی از روزنامه بیلد، از ظریف پرسید: "چرا همجنس‌گرایان به دلیل گرایش جنسی خود در ایران اعدام می‌شوند؟"، که ظریف به نظر می‌رسید تأیید کرد که اعدام همجنس‌گرایان صورت می‌گیرد و گفت: "جامعه ما اصولی دارد. و ما بر اساس این اصول زندگی می‌کنیم. این اصول اخلاقی مربوط به رفتار مردم به طور کلی است و این بدان معناست که قانون محترم شمرده می‌شود و از آن اطاعت می‌شود."

## آمار همجنس‌گرایی در ایران
بر پایهٔ گزارش مرکز پژوهش‌های مجلس شورای اسلامی در خرداد ۱۳۹۳، در پژوهشی دربارهٔ ۱۴۱٫۵۵۵ دانش‌آموز ایرانی، روشن شد که ۱۷٫۵ درصد آن‌ها همجنس‌گرا بوده و ۷۴ درصد نیز با جنس مخالف، رابطهٔ جنسی داشته‌اند.

## آثار هنری
فیلم‌ها:
- «شبیه دیگران باش» به کارگردانی طناز اسحاقیان.[۹۲][۱۴]
- «شرایط» به کارگردانی مریم کشاورز.
- «آینه‌های رو به رو» به کارگردانی نگار آذربایجانی.[۹۳]
- «من او را دوست ندارم» به کارگردانی جواد دارایی.[۹۴][۹۵]
- «دشمن» به کارگردانی میلاد عالمی.[۹۶]
- «کاغذ سفید» به کارگردانی سید محسن پورمحسنی شکیب.[۹۷]

مستندها:
- ایرانی، گی و در جستجوی پناهندگی (۲۰۰۹) فیلم کوتاه.[۹۸]

رمان‌های تصویری:
- «یوسف و فرهاد»، یک رمان بصری عاشقانه اثر خلیل بندیب و امیر سلطانی.[۷۰]

## گزارش‌های حقوق بشر

#### گزارش وزارت امور خارجه ایالات متحده گزارش‌های کشوری در مورد شیوه‌های حقوق بشر در سال ۲۰۱۷
کودکان

بررسی نگرانی‌های زیادی را به‌ویژه در مورد تبعیض علیه دختران، کودکان دارای معلولیت، کودکان ثبت‌نشده، پناهنده و مهاجر، و نوجوانان لزبین، گی، دوجنسه، تراجنسیتی و بیناجنسی (LGBTI) یادآوری کرد.
اقدامات خشونت‌آمیز، تبعیض و دیگر سوءاستفاده‌ها بر اساس گرایش جنسی و هویت جنسیتی
قانون، فعالیت جنسی هم‌جنس‌گرایانه با رضایت را جرم‌انگاری کرده و مجازات آن اعدام، شلاق یا مجازات کمتر است. این قانون بین رابطه جنسی هم‌جنس‌گرایانه با رضایت و غیرراضی تمایزی قائل نمی‌شود و گزارش‌های سازمان‌های غیردولتی نشان می‌دهد که این عدم وضوح منجر به مسئولیت کیفری هر دو طرف، یعنی قربانی و متهم در موارد حمله می‌شود. این قانون تبعیض بر اساس گرایش جنسی و هویت جنسیتی را ممنوع نمی‌کند.
نیروهای امنیتی افرادی را که مظنون به همجنس‌گرا یا تراجنسیتی بودن بودند، مورد آزار و اذیت، بازداشت و حبس قرار دادند. در برخی موارد، نیروهای امنیتی به خانه‌ها یورش بردند و وب‌سایت‌ها را برای جمع‌آوری اطلاعات در مورد افراد LGBTI زیر نظر گرفتند. افرادی که به "لواط" متهم می‌شدند، معمولاً با محاکمات فوری روبرو می‌شدند و استانداردهای اثباتی همیشه رعایت نمی‌شد. مجازات برای فعالیت جنسی هم‌جنس‌گرایانه بین مردان شدیدتر از بین زنان بود. بر اساس گزارش‌های بین‌المللی و محلی، در تاریخ ۱۳ آوریل حداقل ۳۰ مرد مظنون به رفتار همجنس‌گرایانه توسط عوامل سپاه پاسداران در یک مهمانی خصوصی در استان اصفهان بازداشت شدند. این عوامل reportedly سلاح‌ها را شلیک کرده و از تاسر الکتریکی در طول یورش استفاده کردند. بر اساس گزارش سازمان غیردولتی مستقر در کانادا، "راه‌آهن ایرانی برای پناهندگان همجنس‌گرا"، افرادی که بازداشت شدند به زندان دستگرد در اصفهان منتقل شدند، جایی که به آنها گفته شد که اعدام خواهند شد. گروه فعالان LGBTI ایرانی 6Rang اشاره کرد که پس از یورش‌های مشابه، افرادی که بازداشت و به طور مشابه متهم شدند تحت آزمایش‌های "مقعدی" یا "لواط" اجباری و دیگر رفتارهای تحقیرآمیز و توهین‌های جنسی قرار گرفتند.
دولت تمامی مواد مربوط به مسائل LGBTI را سانسور کرد. مقامات به‌ویژه وب‌سایت‌ها یا محتوای داخل سایت‌ها را که به مسائل LGBTI پرداخته بود، مسدود کردند، از جمله سانسور صفحات ویکی‌پدیا که LGBTI و دیگر موضوعات مرتبط را تعریف می‌کردند. در کشور، سازمان‌های غیردولتی LGBTI به‌صورت فعال و ثبت‌نشده وجود داشتند. قوانین مربوط به جرم نفرت یا دیگر سازوکارهای عدالت کیفری برای کمک به تعقیب جرایم با انگیزه تبعیض وجود نداشت.
قانون از همه شهروندان مرد بالای ۱۸ سال می‌خواهد که در ارتش خدمت کنند، اما مردان همجنس‌گرا و تراجنسیتی را مستثنی می‌کند، که به‌عنوان افرادی با اختلالات روانی طبقه‌بندی می‌شوند. کارت‌های شناسایی نظامی جدید زیرمجموعه قانونی که معافیت را مشخص می‌کند، فهرست شده بودند. بر اساس شش رنگ، این رویه افراد را به‌عنوان همجنس‌گرا یا تراجنسیتی شناسایی کرده و آنها را در معرض خطر خشونت و تبعیض قرار می‌دهد.
دولت به افراد تراجنسیتی کمک مالی به‌صورت وام‌های ۴۵ میلیون ریالی (۱,۲۴۰ دلار) و وام‌های ۵۵ میلیون ریالی (۱,۵۰۰ دلار) برای انجام عمل تغییر جنسیت ارائه داد. علاوه بر این، وزارت تعاون، کار و رفاه اجتماعی از شرکت‌های بیمه سلامت خواسته است تا هزینه چنین عمل جراحی را پوشش دهند. افرادی که عمل تغییر جنسیت را انجام می‌دهند می‌توانند از دادگاه درخواست اسناد هویتی جدید با داده‌های جنسیتی اصلاح‌شده کنند، که به گفته دولت، به‌صورت کارآمد و شفاف ارائه شده است. سازمان‌های غیردولتی گزارش دادند که مقامات افراد LGBTI را به انجام عمل تغییر جنسیت تحت فشار قرار می‌دهند.

## جدول خلاصه
| حق                                                                       | وضعیت حقوقی | یادداشت‌ها |
| ------------------------------------------------------------------------ | ----------- | --- |
| فعالیت جنسی همجنس‌گرایانه قانونی                                          | No          | مجازات‌ها شامل زندان، مجازات بدنی، اعدام، شلاق، و جریمه‌های نقدی می‌شود. |
| سن قانونی برابر برای رضایت                                               | No          | |
| قوانین ضد تبعیض فقط در زمینه اشتغال                                      | No          | |
| قوانین ضد تبعیض در ارائه کالاها و خدمات                                  | No          | |
| قوانین ضد تبعیض در سایر حوزه‌ها (از جمله تبعیض غیرمستقیم، سخن‌پراکنی نفرت) | No          | |
| ازدواج هم‌جنس‌گرایان                                                       | No          | |
| شناسایی زوج‌های هم‌جنس‌گرا (اتحاد مدنی)                                     | No          | |
| توافق بر سر فرزندخواندگی فرزندان ناتنی توسط زوج‌های هم‌جنس‌گرا              | No          | |
| فرزندخواندگی مشترک توسط زوج‌های هم‌جنس‌گرا                                  | No          | |
| اجازه خدمت در ارتش به صورت علنی برای افراد LGBT                          | No          | بر اساس ماده 33 از مقررات معافیت پزشکی ارتش، "انحرافات اخلاقی و جنسی، مانند ترنس‌سکسوالیته"، به عنوان یکی از دلایل معافیت پزشکی از خدمت نظام وظیفه تلقی می‌شود که برای مردان واجد شرایط بالای 18 سال الزامی است. طبق گزارش سازمان حقوق بشر، مردانی که برای معافیت نظامی به این دلیل درخواست می‌کنند، ملزم به گذراندن "تعدادی" از آزمایشات جسمی و روانی "تحقیرآمیز" خواهند بود که ممکن است هزینه‌بر باشد. همچنین، ممکن است با موانع اداری روبرو شوند، مانند "تعداد کمی پزشک" برای انجام این آزمایشات و پزشکانی که بدون همراهی والدین، از انجام این آزمایشات خودداری کنند. |
| حق تغییر جنسیت قانونی                                                    | Yes         | عمل جراحی تغییر جنسیت الزامی است. |
| دسترسی به IVF برای زنان همجنس‌گرا                                         | No          | |
| تبدیل درمانی ممنوع است                                                   | No          | |
| رحم اجاره‌ای برای زوج‌های مرد همجنس‌گرا                                     | No          | |
| مردان مردآمیز مجاز به اهدا خون                                           | No          | |
| شرکای جنسی زن مردان مردآمیزها مجاز به اهدا خون هستند                     | No          | |

## نقض حقوق ال‌جی‌بی‌تی

### جلوگیری از آموزش دربارهٔ ال‌جی‌بی‌تی
حکومت جمهوری اسلامی از آگاهی‌بخشی دربارهٔ مسائل ال‌جی‌بی‌تی جلوگیری می‌کند.

### سرکوب و کیفر (در اسلام و نیز جمهوری اسلامی)
«مقام‌های بلندپایه [حکومت جمهوری اسلامی ایران] وقتی دربارهٔ افراد همجنس‌گرا صحبت می‌کنند، لحنشان پر از نفرت است و آن‌ها را موجوداتی بیمار یا پایین‌تر از انسان می‌نامند! مقام‌های جمهوری اسلامی با جرم‌انگاریِ رابطهٔ جنسی توافقی، خشونت بر ضد همجنس‌گرایان از سوی شهروندان و مأموران دولت را قانونی کرده‌اند! شکنجه، لت و کوب و حتی تجاوز جنسی از سوی سازمان‌های مأمور اجرای قانون و [نیز] گروه‌های خودسر، از جملهٔ این خشونت‌هاست». (گفتاورد گزارشگر ویژه سازمان ملل متحد در زمینهٔ وضعیت حقوق بشر در ایران)

در جمهوری اسلامی ایران به علت فضای اجتماعی بسته، همجنس‌گرایان را تحت تحقیر و فشارهای روانی قرار می‌دهند. آن‌ها را بیمار و ناهنجار می‌دانند، همچنین به آنان توهین می‌شود. رها بحرینی در سال ۲۰۱۳ در مصاحبه‌ای گفت، سالیانه صدها همجنس‌گرا به دلیل آسیب‌دیدگی به کشورهای دیگر پناهنده می‌شوند.
کیفر همجنس‌گرایی در عربستان، ایران، سودان، یمن، موریتانی و نیز در جاهایی از سومالی و نیجریه، سنگین و حتّی اعدام است.
در حکومت جمهوری اسلامی (همانند دین اسلام)، اقلیت‌های جنسی سرکوب می‌شوند. بوسیدن و لمس‌کردن با حس شهوت، جرم حساب می‌آید.

#### همجنس‌گرایان مرد
قوانین جمهوری اسلامی ایران، مردان و پسرانی را که برای اولین بار، مرتکب اعمال جنسی همجنس‌گرایانه شده باشند، در صورتی که عمل دخول، صورت گرفته باشد، به مجازات‌های گوناگونی، از جمله، اعدام، محکوم می‌کند. در مواردی که عمل دخول، واقع نشده باشد، کیفرش ۱۰۰ ضربه شلاق است. بر پایهٔ قانون کیفری اسلامی، برای اثبات لواط، نیاز به چهار بار تکرارِ اعتراف شخص، یا شهادت چهار شاهد مردِ عادل است؛ ولی قضات می‌توانند شواهد مبتنی بر قرائن را نیز بپذیرند.

#### همجنس‌گرایان زن
زنان و دخترانی که برای چهارمین بار، مرتکب اعمال همجنس‌گرایانه (مساحقه) شوند، به مرگ، محکوم می‌شوند.

### توهین و انکار
سران حکومت جمهوری اسلامی از به کار بردن واژهٔ همجنس‌گرایی، خودداری کرده و با واژهٔ توهین‌آمیز همجنس‌بازی از آن، یاد کرده‌اند؛ برای نمونه، رئیس‌جمهور وقت جمهوری اسلامی یعنی محمود احمدی‌نژاد در سفری که به سازمان ملل داشت، دربارهٔ همجنس‌گرایی گفت: «در ایران، همجنس‌بازنداریم»؛ این سخن که وی با واکنش شدید حضار، روبه‌رو شد.

### افتخار به سرکوب
محمدجواد لاریجانی، رئیس ستاد حقوق بشر قوه قضاییه دربارهٔ نقض حقوق اقلیت‌های جنسی توسط جمهوری اسلامی گفت که حکومت جمهوری اسلامی ایران به سرکوب همجنس‌گرایان، افتخار می‌کند.

### آزار جنسی افراد ال‌جی‌بی‌تی معترض توسط جمهوری اسلامی
بیش از ۴۰ درصد از افراد ال‌جی‌بی‌تی، مورد تعرض جنسی قرار می‌گیرند که ۲۰ درصد آنان پس از کمک گرفتن از نیروی انتظامی یا قوه قضاییه، مورد توهین و خشونت گفتاری، فیزیکی و حتی جنسی قرار گرفتند.

### اعدام و ترور
1. در ۲۲ آبان ۱۳۸۴ روزنامه کیهان از اعدام دو مرد به نام‌های مختار ن. (۲۴ ساله) و علی. الف. (۲۵ ساله) در میدان باهنر شهر گرگان در «ملاء عام» خبر داد و جرم آن‌ها را «لواط» اعلام کرد.[۶۸] اعدام همجنس‌گرایان در ملأ عام به‌خودی‌خود، به نوعی، مایهٔ آبروریزی و تحقیر آنان است.
2. قتل تکان‌دهندهٔ علی‌رضا فاضلی منفرد[۶۹] هم با اینکه توسط خود جمهوری اسلامی انجام نشده؛ ولی برخی از منابع، وضعیت و قانون‌های اسلامی این حکومت بر ضد همجنس‌گرایی را زمینه‌ساز چنین جنایاتی می‌دانند.[۷۳][۷۴][۷۵]

پس از کشته شدن فاضلی منفرد، سازمان عفو بین‌الملل خواستار حفظ شأن و حقوق افراد ال‌جی‌بی‌تی در ایران (توسط حکومت جمهوری اسلامی) شد.

#### اعدام کودکان و نوجوانان همجنس‌گرا در ملأ عام
از دیگر اعدام‌های جنجال‌برانگیز در رابطه با همجنس‌گرایان کودک (زیر ۱۸ سال)، می‌توان به اعدام محمود عسگری و عیاض مرهونی به اتهام «لواط» در مشهد اشاره داشت.

#### آمار کشتار
آمار دقیقی از شمار اعدام‌شدگان انسان‌های همجنس‌گرا در دورهٔ حکومت جمهوری اسلامی در دست نیست؛ ولی کنشگران حقوق بشر، بر این باورند که بیش از ۴٫۰۰۰ (چهار هزار) مرد و زن همجنس‌گرا، در این دوره، در ایران، اعدام شده‌اند.

### احضار، بازداشت، شکنجه و زندان
1. ده‌ها تن در یک مهمانی در اصفهان، به اتهام همجنس‌گرایی، بازداشت شدند. به گزارش دیده‌بان حقوق بشر، پلیس جمهوری اسلامی، بسیاری از این افراد را تا کمر، لخت‌کرد و سپس به ضرب و شتم آن‌ها پرداخت تا حدی که پشت و صورت‌هایشان پر از خون شد و چند تن هم، دچار شکستگی استخوان شدند. هر یک ۸۰ ضربه شلاق و جریمه مالی، محکوم شدند.[۸۱]
2. دو فرد ال‌جی‌بی‌تی در جهرم (استان فارس)، به اتهام همجنس‌گرایی، به دست برخی از مأموران امنیتی بازداشت شدند.[۸۳]
3. چند تن از مدیران گروه‌های تلگرامی مربوط به همجنس‌گرایی به دست پلیس فتا به اتهام افساد فی الارض، متهم شدند.[۸۲]

### مزاحمت و ممنوعیت فرهنگی، سیاسی، اجتماعی و اقتصادی
ستیزه‌گران، از افراد ال‌جی‌بی‌تی با القابی توهین‌آمیز همچون: «بیمار روانی»، «همجنس‌باز»، «نجس»، «غیرطبیعی»، «بچه‌باز»، «نابهنجار» و… یاد می‌کنند. جان افراد ال‌جی‌بی‌تی از سوی حکومت جمهوری اسلامی ایران، در خطر است.

### آزار کودکان همجنس‌گرا با شوک الکتریکی و هورمون‌درمانی اجباری
بر پایهٔ گزارشگر ویژهٔ سازمان ملل متحد در زمینهٔ حقوق بشر در ایران، شوک الکتریکی، درمان‌های اجباری هورمونی یا تجویز داروهای قوی روانی برای کودکان همجنس‌گرا، ترنس یا دوجنسگرا (در نظام جمهوری اسلامی ایران) را نوعی شکنجه دانست.

### عقیم‌سازی اجباری
یکی از روش‌های نقض حقوق ال‌جی‌بی‌تی در حکومت جمهوری اسلامی عقیم‌سازی است.

### روش‌های دیگر
برخی از روش‌های دیگر نقض حقوق انسانی ال‌جی‌بی‌تی توسط حکومت جمهوری اسلامی، چنین است:
1. مشکل از جهت دسترسی به سلامت و بهداشت؛
2. مشکل در برخورداری از حق پیشه و کار؛
3. مشکل در برخورداری از حق مسکن و سرپناه؛
4. مشکل در برخورداری از محیط امن آموزشی و پرورشی… (و مواردی دیگر).[۱۰۸]

### خودکشی
با توجه به مشکلاتی که ال‌جی‌بی‌تی در (حکومت جمهوری اسلامی) ایران دارند، آمار افسردگی و خودکشی آنان تا حد قابل توجهی، بالاست.

## گروه‌ها، نشریه‌ها و سازمان‌های وابسته
- سازمان دگرباشان جنسی ایرانی

- چراغ (ارگان رسمی سازمان دگرباشان جنسی ایرانی)
- شش رنگ